# 리파인
리파인(REFINE Co. Ltd.)는 대한민국의 부동산 권리조사 회사이다. 본사는 서울특별시 강남구 테헤란로 625 덕명빌딩 4, 5층에 위치해 있으며 대표이사는 이창섭이다.

## 역사
2024년 12월 LS증권과 스톤브릿지캐피탈이 1603억 원에 공동으로 회사를 인수하였다.

이로써 리파인의 최대주주는 리얼티파인으로 변경되었다.

## 사업
대차보증금 대출 서비스, 담보대출 서비스, 전세보증금 반환보증 서비스 등을 제공한다

## 상장
2021년 10월 29일에 주관사를 KB증권으로 공모가 21,000원에 코스닥 시장에 상장하였다.

## 같이 보기
- NICE평가정보
- SCI평가정보
- 스톤브릿지캐피탈

## 참고문헌
1. ↑  리파인, 3Q 매출액 161억원...전년 대비 16%, 뉴스핌, 2023-10-27
2. ↑  리파인, 尹 전세사기 엄벌 촉구...실시간 등기부 변동 알림·전국민 필수 서비스 기대감 ‘강세…, 이데일리, 2023년 10월 30일
3. ↑  리파인, ‘중소기업 기술∙경영 혁신대전’ 국무총리표창 수상, 센TV, 2023년 10월 19일
4. ↑  김진배, LS증권-스톤브릿지, '리파인' 인수 9부능선 넘었다, 기자 입력 2025.01.06
5. ↑  ““상장한 지 얼마나 됐다고”…보릿고개에 경영권 내다파는 오너들”. 《이데일리》. 2025년 2월 17일.
6. ↑  시총 2300억인데 현금성자산 1300억원... 주인 바뀐 리파인, 배당 확대 가능성 조선비즈 2025-04-03
7. ↑  강보연, 한국IR협의회 기업리서치센터 기술분석보고서 - 리파인, 2023.10.19.